# Unterseeboot 736
L'Unterseeboot 736 ou U-736 est un sous-marin allemand (U-Boot) de type VIIC utilisé par la Kriegsmarine pendant la Seconde Guerre mondiale.
Le sous-marin fut commandé le 10 avril 1941 à Dantzig (Schichau-Werke), sa quille fut posée le 29 novembre 1941, il fut lancé le 31 octobre 1942, et mis en service le 16 janvier 1943, sous le commandement de l'Oberleutnant zur See Reinhard Reff.
L'U-736 n'endommagea ou ne coula aucun navire au cours des 2 patrouilles (94 jours en mer) qu'il effectua.
Il fut coulé par la Royal Navy dans l'Atlantique Nord en août 1944.

## Conception
Unterseeboot type VII, l'U-736 avait un déplacement de 769 tonnes en surface et 871 tonnes en plongée. Il avait une longueur totale de 67,10 m, un maître-bau de 6,20 m, une hauteur de 9,60 m et un tirant d'eau de 4,74 m. Le sous-marin était propulsé par deux hélices de 1,23 m, deux moteurs diesel Germaniawerft M6V 40/46 de 6 cylindres en ligne de 1400 cv à 470 tr/min, produisant un total de 2 060 à 2 350 kW en surface et de deux moteurs électriques AEG GU 460/8–27 de 375 cv à 295 tr/min, produisant un total 550 kW, en plongée. Le sous-marin avait une vitesse en surface de 17,7 nœuds (32,8 km/h) et une vitesse de 7,6 nœuds (14,1 km/h) en plongée. Immergé, il avait un rayon d'action de 80 milles marins (150 km) à 4 nœuds (7,4 km/h; 4,6 milles par heure) et pouvait atteindre une profondeur de 230 m. En surface son rayon d'action était de 8 500 milles nautiques (soit 15 700 km) à 10 nœuds (19 km/h). 
L'U-736 était équipé de cinq tubes lance-torpilles de 53,3 cm (quatre montés à l'avant et un à l'arrière) qui contenait quatorze torpilles. Il était équipé d'un canon de 8,8 cm SK C/35 (220 coups) et d'un canon antiaérien de 20 mm Flak. Il pouvait transporter 26 mines TMA ou 39 mines TMB. Son équipage comprenait 4 officiers et 40 à 56 sous-mariniers.

## Historique
Il reçut sa formation de base au sein de la 8. Unterseebootsflottille jusqu'au 31 mars 1944, puis il intégra sa formation de combat dans 1. Unterseebootsflottille.
Sa première patrouille est précédée par un court trajet de Kiel à Stavanger. Elle commence le 15 décembre 1943 au départ de Stavanger sous les ordres de l'Oberleutnant zur See Reinhard Reff. Il part pour l'Atlantique Nord pendant 57 jours, sans succès.
Le 24 mai 1944, l'U-736 est attaqué par un bombardier britannique Wellington (612 m3 RAF / L, pilote F / O K. M. Davies) dans le golfe de Gascogne. Lors de l'affrontement, l'avion a été abattu et s'est écrasé en mer, emportant la totalité des 6 hommes d'équipage. Il a également été attaqué par un B-24 du RAF Sqn 224 (C, pilote F / L E. W. Lindsay). Gravement endommagé et incapable de plonger, le submersible a été escorté jusqu'à Lorient par cinq dragueurs de mines.
Début juillet 1944, le sous-marin est équipé d'un schnorchel. Il reprend la mer pour sa deuxième patrouille, commencée le 5 juillet 1944 au départ de Lorient.
Le 6 août 1944, alors qu'il patrouillait dans le golfe de Gascogne à l'ouest de Saint-Nazaire, le capitaine tire une torpille sur la frégate britannique HMS Loch Killin (en) lorsqu'il est trahi par son périscope. Repéré, il est attaqué immédiatement par des charges de profondeur. Face à la situation désespérée, l'U-736 n'eut d'autre choix que de faire surface sous la poupe de la frégate. Durant de longue minutes, les deux bateaux furent encastrés, laissant le temps aux survivants de se précipiter sur le pont du navire britannique. L'U-736 fini par couler à la position 47° 19′ N, 4° 16′ O, emportant 28 des 47 membres d'équipage.
Les prisonniers furent transférés sur un autre navire de guerre provenant d'Angleterre et le Killin continua sa patrouille.

## Affectations
- 8. Unterseebootsflottille du 16 janvier 1943 au 31 mars 1944 (Période de formation).
- 1. Unterseebootsflottille du 1er avril 1944 au 6 août 1944 (Unité combattante).

## Commandement
- Oberleutnant zur See Reinhard Reff du 16 janvier 1943 au 6 août 1944.

## Patrouilles
|       | Commandant          | Départ         | Départ    | Arrivée      | Arrivée   | Jours    | Succès |
| ----- | ------------------- | -------------- | --------- | ------------ | --------- | -------- | ------ |
|       | Oblt. Reinhard Reff | 11 mars 1944   | Kiel      | 14 mars 1944 | Stavanger | 4 jours  |        |
| 1     | Oblt. Reinhard Reff | 31 mars 1944   | Stavanger | 26 mai 1944  | Lorient   | 57 jours |        |
| 2     | Oblt. Reinhard Reff | 5 juillet 1944 | Lorient   | 6 août 1944  | Coulé     | 33 jours |        |
| Total | Total               | Total          | Total     | Total        | Total     | 94 jours | 0 t    |

Note : Oblt. = Oberleutnant zur See